# Grand Prix automobile de Milan
Le Grand Prix automobile de Milan est une course automobile créée en 1926 et disparue en 1946. Elle se déroulait sur le circuit de Monza avant de se déplacer dans le parc Sempione, à l'intérieur même de Milan. Le tracé du Grand Prix de Milan a accueilli le Grand Prix d'Italie en 1947. Il n'a par la suite plus été disputé sur ce circuit.

## Palmarès
| Année     | Vainqueur           | Voiture    | Circuit        | Résultats |
| --------- | ------------------- | ---------- | -------------- | --------- |
| 1926      | Meo Costantini      | Bugatti    | Monza          | Résultats |
| 1927      | Pietro Bordino      | Fiat       | Monza          | Résultats |
| 1928–1935 | Non couru           | Non couru  | Non couru      | Non couru |
| 1936      | Tazio Nuvolari      | Alfa Romeo | Parco Sempione | Résultats |
| 1937      | Tazio Nuvolari      | Alfa Romeo | Parco Sempione | Résultats |
| 1938–1945 | Non couru           | Non couru  | Non couru      | Non couru |
| 1946      | Carlo Felice Trossi | Alfa Romeo | Parco Sempione | Résultats |